# Pithiviers au foin
Pour les articles homonymes, voir Pithiviers (homonymie).
Le Pithiviers au foin, appelé aussi Bondaroy au foin,,  est un fromage français, produit à Pithiviers, dans la région du Centre-Val de Loire, dans le département du Loiret. Sa fabrication est encore artisanale.

## Fabrication
Le Pithiviers au foin est un fromage au lait de vache, il a une pâte molle à croûte fleurie de couleur blanc-jaune.
Il a la forme d'un disque de 12 cm de diamètre et de 2,5 cm d'épaisseur.
Le fait de le laisser s'affiner à sec dans le foin durant 3 à 5 semaines, a pour but de l'assécher pour le garder plus longtemps.

## Dégustation
Le foin donne au fromage un petit goût fruité.

### Vins conseillés
- Orléans-Cléry[3].
- Bourgueil[3].
- Chinon[3].

### Saisons conseillées
La meilleure saison pour le déguster, est de juin à fin novembre.